# Фролихинский заказник
Фролихинский заказник — государственный природный заказник федерального значения в Северо-Байкальском районе Республики Бурятия на северо-восточном побережье озера Байкал. Создан в 1987 году, как республиканский зоологический заказник (преобразован из заказника местного значения, существовавшего с 1976 года). Входит в состав территории Центральной экологической зоны озера Байкал и является частью Объекта Всемирного природного наследия «Озеро Байкал».

## Объекты охраны
Основными объектами охраны в заказнике являются:
- ландшафт, включающий горы со скалами-останцами, реки Левая Фролиха и Правая Фролиха, впадающие в озеро Фролиха глубиной около 80 метров, из которого вытекает река Фролиха. Имеются также другие озёра ледникового происхождения — всего на территории 7 тысяч га водных угодий;
- 8 памятников природы;
- лесные экосистемы, лесообразующие породы — лиственница даурская, сибирский кедр, ель, пихта и кедровый стланик;
- животный мир: лось, изюбрь, кабарга, дикий северный олень, медведь, рысь, росомаха, соболь, лисица, заяц-беляк, глухарь, рябчик, водоплавающие птицы. В заказнике обитают редкие виды животных (орлан-белохвост, выдра, скопа), имеются места зимних скоплений копытных, богатая энтомофауна;
- редкие виды растений (хохлатка пионистая, саранка, родиола розовая, прострел аянский);
- в реках и озёрах — нерестилища и места нагула молоди рыб, богатая фауна гидробионтов и амфибий;

## Климат
На территории заказника климат резко континентальный. В январе минимальная среднемесячная температура от −22 °С до −40 °С, в июле максимальная температура 17 °С.

## Рекреационное значение
В заказнике функционирует туристский маршрут к озеру Фролиха длиной около 95 км. Имеются также термальные источники, где организован курорт Хакусы.